# Humberto Selvetti
Humberto Selvetti, né le 31 mars 1932 et mort en 1992, est un haltérophile argentin.

## Palmarès
- Jeux olympiques d'été de 1952 à Helsinki (Finlande):
  -  Médaille de bronze en plus de 90 kg.
- Jeux olympiques d'été de 1956 à Melbourne (Australie):
  -  Médaille d'argent en plus de 90 kg[2].